# Conferencia Internacional sobre Atención Primaria de Salud de Alma Ata
La Conferencia Internacional sobre Atención Primaria de Salud de Alma Ata, realizada en Kazajistán (entonces integrante de la URSS), del 6 al 12 de septiembre de 1978, fue el evento de política de salud internacional más importante de la década de los setenta. La conferencia fue organizada por la OMS/OPS y Unicef, y patrocinada por la entonces URSS. La síntesis de sus intenciones se expresa en la  Declaración de Alma Ata, subrayando la importancia de la atención primaria de salud como estrategia para alcanzar un mejor nivel de salud de los pueblos. Su lema fue «Salud para todos en el año 2000». 
La Conferencia Internacional sobre Atención Primaria llegó a la declaración el 12 de septiembre de 1978, expresando la necesidad urgente de la toma de acciones por parte de todos los gobiernos, trabajadores de la salud y la comunidad internacional, para proteger y promover el modelo de atención primaria de salud para todos los individuos en el mundo.
En ella participaron 134 países y 67 organizaciones internacionales, con la ausencia importante de la República Popular China.

## Antecedentes
En los años 1970 existía un panorama económico y político crítico pues el mundo estaba en plena Guerra Fría, además de democracias poco estables y dictaduras militares, encontrándose la salud con una orientación centralista y deficiente. A pesar de esto existían esfuerzos gubernamentales para permitir un mayor acceso a la salud, teniéndose como antecedente directo de la Conferencia de Alma Ata a la III Reunión Especial de Ministros de Salud Archivado el 5 de diciembre de 2018 en Wayback Machine. convocada en Chile en el año 1972, en donde se comprende las deficiencias e inequidades de los servicios de salud. A partir de 1972, nace la idea de lo que sería la Atención Primaria de Salud como estrategia para permitir el mayor acceso posible a toda la población.

## Declaración de Alma Ata
La Declaración de Alma Ata posee un total de diez puntos no vinculantes para los Estados miembros, en los cuales se busca dar la base para la construcción de un nuevo sistema de salud que permita el ejercicio pleno del derecho a la salud.
Los diez puntos de la declaración son:

### Definición de salud
I    La Conferencia reafirma tajantemente la salud como aquel estado de total bienestar físico, social y mental, y no simplemente la falta de enfermedades o malestares, siendo un derecho humano fundamental y convirtiendo a la búsqueda del máximo nivel posible de salud en la meta social más importante a nivel mundial, cuya realización requiere de la participación de otros sectores sociales y económicos en adición al sector salud.

### Equidad
II  La existencia de una gran desigualdad en la calidad de la salud de las personas, entre países desarrollados y subdesarrollados así como a lo interno de los mismos países, es política, social y económicamente inaceptable y es, por lo tanto, una preocupación común de todos los países y no solamente de los países en vía de desarrollo.

### Salud como un asunto socioeconómico
III  El desarrollo social y económico, basado en el Nuevo Orden Económico Internacional, es de importancia básica para el logro cabal del libre acceso a la salud y de la reducción de la brecha existente entre el nivel de salud de los países en vías de desarrollo y de los países desarrollados. La promoción y protección de la salud es esencial para un desarrollo económico y social sustentable, contribuyendo además a mejorar la calidad de vida, la reducción de la violencia y la obtención de la paz mundial. 

### El acercamiento al derecho de la salud
IV  Los individuos de una sociedad poseen el derecho y el deber de participar, tanto colectiva como individualmente, en el planeamiento e implementación del cuidado de la salud en sus comunidades.

### Responsabilidad gubernamental
V   Los entes gubernamentales tienen una responsabilidad para garantizar el cuidado de la salud de sus individuos, la cual sólo puede ser obtenida mediante la disposición de medidas sociales y salud adecuada a las necesidades de los pueblos. El objetivo principal de los distintos gobiernos, las organizaciones internacionales y la comunidad internacional en las décadas posteriores a la declaración debió ser alcanzar para el año 2000 un estado de salud que permitiera a las personas tener una vida económica y socialmente productiva, siendo la APS, la clave para conseguir esta meta de desarrollo dentro del espíritu de la justicia social.

### Definición de atención primaria de salud
VI La atención primaria de Salud (APS), según Alma Ata, es la Asistencia Sanitaria basada en métodos y tecnologías sencillas, científicamente fundamentadas y socialmente aceptables, que estén al alcance de los individuos, familias y comunidad; a un coste aceptable por la comunidad y el país para que pueda cubrir cada una de las etapas del desarrollo.

### Componentes de la atención primaria de salud
VII Para la atención correcta de los principales problemas de salud, la atención primaria debe prestar servicios de promoción, prevención, recuperación y rehabilitación, y por consiguiente:
- incluye:

- La educación acerca de los problemas de salud y los métodos de como prevenirlos y controlarlos.

- La promoción del suministro de alimentos y la nutrición apropiada.

- El desarrollo de una adecuada fuente de agua potable y de salubridad básica.

- El cuidado maternal e infantil, incluyendo la planificación familiar.

- La vacunación en contra de las más importantes enfermedades infecciosas.

- La prevención y control de enfermedades endémicas locales.

- El tratamiento apropiado de enfermedades comunes y lesiones.

- Proporcionar los medicamentos esenciales.

- Implica, en adición al sector salud, todos los sectores relacionados con los aspectos del desarrollo de los países y las comunidades, en particular los sectores de agricultura, cría de animales, alimentación, industria, educación, vivienda, trabajos públicos, comunicaciones y otros; demandando los esfuerzos coordinados de todos esos sectores.

- Requiere y promueve el máximo de autoestima social e individual, y la participación en la planeación, organización, operación y control de la atención primaria de salud, haciendo un uso completo de los recursos locales y nacionales disponibles; para este fin se promocionará la adecuada educación y aumento de la participación ciudadana.

- Confía en los niveles locales y los trabajadores de la salud, incluyendo médicos, enfermeros, parteros, médicos auxiliares y trabajadores comunitarios, unidos en un equipo bien entrenado técnica y socialmente para responder a las necesidades de la comunidad.

VIII  Todos los gobiernos deberían formular políticas nacionales, estrategias y planes de acción para iniciar y sostener la atención primaria de salud como parte de un amplio sistema nacional de salud y en coordinación con otros sectores. Para esto será necesario un ejercicio político que movilice los recursos del país y use los recursos externos de forma racional.
IX    Todos los países deberían colaborar en el espíritu de sociedad y servicio para asegurar la atención primaria de salud para todas las personas del mundo tomando en cuenta que el logro de la salud por persona en algún país directamente beneficiará a todos los demás países. En este contexto la junta OMS/UNICEF informó que la atención primaria constituye una base sólida para el desarrollo futuro alrededor del mundo. 
X     Un aceptable nivel de salud para todas las personas del mundo podía lograrse para el año 2000 si se extendía y mejoraba el uso de recursos a nivel mundial para la salud, en vez de ser utilizada en la adquisición de armamentos y en los conflictos militares. Una política genuina de independencia, paz y desarme podía y debía liberar recursos adicionales que bien podían ser utilizados en la aceleración del desarrollo económico y social.
La Conferencia pidió por acciones nacionales e internacionales urgentes para el desarrollo e implementación de la atención primaria de salud. Ella urgió a los gobiernos, OMS y UNICEF, y otras organizaciones internacionales tanto agencias multilaterales como bilaterales, organizaciones no gubernamentales, agencias de financiamiento, todos los trabajadores de la salud y la comunidad internacional para apoyar a comités nacionales e internacionales de atención primaria mediante la apertura de canales para el soporte técnico y financiero que fuera necesario, particularmente en los países en vías de desarrollo. La Conferencia pidió a todos los antes mencionados, colaborar en la introducción, desarrollo y mantenimiento de la atención primaria de salud en concordancia con el espíritu y contenido de la Declaración.

## Consecuencias
La Conferencia Internacional sobre Atención Primaria de Salud de Alma Ata no consiguió cumplir la meta de "Salud para todos" necesaria para el año 2000 por, según los críticos, falta de voluntad médica, política e ideológica, generándose en ese plazo una brecha sanitaria aún mayor de la existente en 1978, y creándose sistemas de salud mixtos, para las clases bajas el subsidio estatal, muchas veces deficiente, y para las clases beneficiadas económicamente, la alternativa privada
.